# Альбертози, Энрико
Энри́ко Альберто́зи (итал. Enrico Albertosi; род. 2 ноября 1939, Понтремоли) — итальянский футболист, вратарь. Один из лучших вратарей в истории итальянского футбола, по опросу МФФИИС занимает 32 место среди лучших голкиперов Европы XX века.

## Карьера
Альбертози начал карьеру в клубе серии D «Специя» в 1957 году, за эту команду он провёл 1 сезон и перешёл в «Фиорентину», в которой дебютировал 18 января 1959 года в матче с «Ливорно» (эта игра завершилась со счётом 0:0), сразу обратив на себя внимание прессы, которая назвала Альбертози главной звездой матча. Однако в те годы в «Фиорентине» играл Джулиано Сарти, голкипер сборной Италии, а потому Альбертози было очень сложно стать первым номером в команде. Своё первое поражение в составе «Фиорентины» Альбертози потерпел от «Ювентуса», когда Омар Сивори забил в его ворота 3 мяча, а на них «Фиорентина» сумела ответить лишь двумя. За 4 тура до конца чемпионата Альбертози в матче с «Дженоа» на 42-й минуте, при счёте 0:0, сломал нос, и больше в том сезоне не выступал. Всего он провёл 5 матчей, а «фиалки» заняли 2-е место.
Большую часть следующего сезона Альбертози пропустил, долго восстанавливался, а затем был просто «дублёром» Сарти. Три сезона после этого Альбертози выходил на поле не часто, однако когда ему давали возможность, Альбертози хорошо проявлял себя. На него обратили внимание сначала руководители молодёжной сборной Италии, за которую он провёл 2 матча, затем сборной Италии-В (2 игры), а за ними и тренеры первой сборной Италии, и 15 июня 1961 года он дебютировал в товарищеском матче со сборной Аргентины, а на следующий год поехал в качестве третьего вратаря команды на чемпионат мира в Чили, где, конечно, на поле не вышел. 
В 1963 году Сарти перешёл в «Интернационале», и это дало возможность Альбертози стал «первым номером» «Фиорентины», возможность, которой Альбертози воспользовался блестяще, а в 1965 году он вернулся в сборную Италии, 13 марта сыграв матче с ФРГ. 
В 1966 году Альбертози, уже в качестве основного вратаря сборной, поехал на чемпионат мира в Англии, но там итальянцы выступили неудачно, заняв лишь 3-е место в группе. Самым обидным для Альбертози стал мяч, пропущенный от игрока сборной КНДР, после которого итальянцы вылетели с турнира, а игрок Кореи, забивший мяч, был, по основной своей профессии, зубным врачом. 
Альбертози выступал за «Фиорентину» до 1968 года, выиграв с командой два кубка Италии и один кубок кубков, правда два из 3-х этих трофеев были завоёваны ещё в «эру Сарти». В 1968 году Альбертози поехал на первый, для себя, чемпионат Европы, но на том турнире Альбертози не играл, первый номер команды безоговорочно принадлежал Дино Дзоффу.
После чемпионата Европы, Альбертози перешёл в клуб «Кальяри». Любопытно, что в первый год после ухода Альбертози из «Фиорентины» команда стала чемпионом Италии, а его новый клуб серебряным призёром, но уже в следующем сезоне «Кальяри» выиграл серию А, а сам Альбертози лучшим голкипером чемпионата, пропустив в 30 матчах всего лишь 11 мячей (причём два из них забили в свои ворота игроки «Кальяри»), — результат, ставший рекордным.  Однако, в сборной продолжал доминировать Дино Дзофф, и ставить Альбертози в ворота на отборочные матчи ЧМ-70 не собирались. 
После такого блестящего выступления, Альбертози в 1970 году таки поехал на чемпионат мира в Мексику в качестве основного голкипера команды (компанию ему составило пять одноклубников-чемпионов), вытеснив из состава Дзоффа, чем заработал себе врага на всю жизнь. В первых трёх матчах на турнире Альбертози вообще не пропускал мячей, и лишь в четвертьфинале мексиканцы забили в ворота Италии «гол престижа» (счёт 4:1 в пользу итальянцев), а в полуфинале турнира была знаменитая игра со сборной ФРГ, которая завершилась со счётом 4:3 в дополнительное время. Для Альбертози игра запомнилась, прежде всего тем, что игрок немцев Карл-Хайнц Шнеллингер, выступавший за «Милан» и говоривший по-итальянски, после того, как он сравнял счёт на 90-й минуте игры, обсмеял Альбертози, на что итальянец разразился в сторону Шнеллингера нецензурной бранью. В финале мундиаля итальянцы были разгромлены сборной Бразилии 1:4. 
В последовавшем за чемпионатом мира сезоне Альбертози начал «сдавать»: он пропустил 34 мяча в 29 матчах, а его клуб занял лишь 7 место. В 1972 году Альбертози провёл свой последний матч за сборную, в Софии с Болгарией, который закончился вничью.
В 1974 году в возрасте 35 лет Альбертози перешёл в «Милан». «Тифози» клуба сразу начали обвинять руководство клуба в том, что оно купило возрастного игрока, и что пик формы Альбертози давно прошёл. Однако вскоре болельщики поменяли своё мнение на прямо противоположное — Энрико быстро стал одним из лидеров «Милана», во многом благодаря ему клуб смог в сезоне 1974/75 выйти в финал Кубка Италии и занять 5-е место в чемпионате, а через год стать бронзовым призёром первенства и выйти в четвертьфинал кубка УЕФА. В 1977 году именно игра Альбертози помогла клубу не вылететь из высшего дивизиона чемпионата Италии, а также выиграть Кубок Италии, в финале которого «Милан» обыграл «Интер». В 1979 году «Милан», спустя 11 лет после прошлого триумфа, выиграл «скудетто», а сам вратарь продемонстрировал блестящую игру, пропустив лишь 19 мячей, отбив два пенальти от конкурентов — «Фиорентины» и «Интера».
В следующем сезоне Альбертози был обвинён в ставках на поражение своей команды, вместе с ним были обвинены игрок клуба Морини и президент «Милана» Коломбо (см. Коррупционный скандал в итальянском футболе (1980)). После этого Альбертози сразу перестал попадать в состав клуба, а 23 марта 1980 года, проведя 8 дней в камере тюрьмы Регина Коэли, был дисквалифицирован на 2 года, а сам «Милан» отправлен в серию В.
В 1982 году, отбыв дисквалификацию, Альбертози вернулся в футбол и провёл два сезона в клубе серии С2 «Эльпидиэнзе» (Elpidiense Cascinare, г. Сант-Эльпидио-а-Маре).
27 марта 2004 года Альбертози попал в больницу с тяжёлой формой желудочковой тахикардии, он даже впал в кому, но вовремя оказанная врачебная помощь помогла Альбертози, и вскоре он выписался из больницы полностью здоровым.

## Достижения
Командные:
- Обладатель кубка Италии: 1961, 1966, 1977
- Обладатель кубка кубков: 1961
- Чемпион Европы: 1968
- Вице-чемпион мира: 1970
- Чемпион Италии: 1970, 1979